# Adriano Baffi
Adriano Baffi, född den 7 augusti 1962 i Vailate, är en italiensk före detta tävlingscyklist. På landsväg vann han fem etapper i Giro d'Italia och en i Vuelta a España samt poängtävlingen i den förstnämnda 1993. På bana blev han italiensk mästare i poänglopp tre gånger, silvermedaljör i samma gren vid VM 1988 samt vinnare av femton sexdagarslopp.
Sedan 2011 är Baffi sportdirektör för stallet Lidl-Trek.

## Meriter – Landsväg
| 1985 8:a i Milano–Torino 1987 Vinnare av Giro dell'Etna Vinnare av etapp 1 i Tour de Suisse 3:a i Giro del Piemonte 4:a totalt i Settimana Internazionale Coppi e Bartali 1988 Vinnare totalt av Settimana Internazionale Coppi e Bartali Vinnare av etapperna 2 och 4 Vinnare av Milano–Vignola Vinnare av Giro di Campania Vinnare av etapp 5 i Giro di Puglia Vinnare av etapperna 2 och 6a i Tirreno–Adriatico 2:a i Criterium d'Abruzzo 3:a i Giro dell'Etna 1989 Vinnare av Milano–Vignola Vinnare av Giro della Provincia di Reggio Calabria Vinnare av etapp 7a i Paris–Nice Vinnare av etapp 2 i Settimana Internazionale Coppi e Bartali Vinnare av etapperna 2 och 3 i Driedaagse van De Panne-Koksijde 3:a i Milano–Sanremo 5:a i Paris–Tours 7:a i Gent-Wevelgem 1990 Vinnare av Giro dell'Etna Vinnare av Trofeo Pantalica Vinnare av etapp 2 i Giro del Trentino Vinnare av etapp 5 i Paris–Nice Vinnare av etapp 5 i Settimana Internazionale Coppi e Bartali Vinnare av etapperna 11 och 18 i Giro d'Italia 4:a totalt i Tour of Belgium Vinnare av etapp 2 8:a i Milano–Sanremo 10:a i Paris–Tours 1991 3:a i Giro dell'Etna 4:a i Grosser Preis des Kantons Aargau 1992 Vinnare av etapp 2 i Giro del Trentino Vinnare av etapp 8 i Paris–Nice 3:a i Gent-Wevelgem | 1993 Giro d'Italia Vinnare av poängtävlingen Vinnare av etapperna 2, 8 och 18 6:a i E3 Prijs Vlaanderen 10:a i Gent-Wevelgem 1994 Vinnare av Trofeo Luis Puig Vinnare av Monte Carlo–Alassio Vinnare av etapp 1 i Tirreno–Adriatico Vinnare av etapp 1 i Giro del Trentino Vinnare av etapp 2 i Vuelta a Andalucía Vinnare av etapperna 2, 3 och 6 i Ruta del Sol Vinnare av etapperna 4 och 5a i Setmana Catalana de Ciclisme 3:a i Milano–Sanremo 4:a i Scheldeprijs 7:a totalt i Volta a la Comunitat Valenciana Vinnare av etapperna 1, 3, 4 och 5 1995 Vinnare totalt av Vuelta a Murcia Vinnare av etapperna 2 och 5 (TTT) Vinnare av etapp 19 Vuelta a España Ruta del Sol Vinnare av etapperna 2 och 4 2:a totalt i Vuelta a Mallorca 2:a i Gran Premio de Llodio 2:a i Ronde van Midden-Zeeland 3:a i Dwars door Vlaanderen 5:a totalt i Vuelta a Andalucía Vinnare av etapperna 2 och 4 7:a i Paris–Tours 1996 Vinnare totalt av Circuit de la Sarthe Vinnare av etapperna 3 och 4 (TTT) Vinnare av Paris–Camembert 2:a i Cholet-Pays de Loire 2:a totalt i Giro di Sardegna Vinnare av etapp 5 2:a totalt i Settimana Internazionale Coppi e Bartali 3:a i Giro dell'Etna 1997 Vinnare av etapp 6 i Paris–Nice 5:a totalt i Danmark Rundt 1998 9:a totalt i Giro di Puglia |

## Meriter – Bana
| Podieplacering: 1988 2:a i poänglopp | Mästerskapstitlar: Poänglopp 1987, 1988, 1999 |

### Sexdagarslopp
Adriano Baffi vann nedanstående lopp:
| 1989/1990 Bassano del Grappas sexdagars med Danny Clark Zürichs sexdagars med Pierangelo Bincoletto 1990/1991 Zürichs sexdagars med Pierangelo Bincoletto 1993/1994 Bordeaux sexdagars med Giovanni Lombardi 1994/1995 Bolognas sexdagars med Pierangelo Bincoletto Dortmunds sexdagars med Giovanni Lombardi 1996/1997 Grenobles sexdagars med Giovanni Lombardi Münchens sexdagars med Giovanni Lombardi | 1997/1998 Bassano del Grappas sexdagars med Marco Villa Kölns sexdagars med Andreas Kappes 1998/1999 Grenobles sexdagars med Andrea Collinelli Stuttgarts sexdagars med Andreas Kappes 1999/2000 Grenobles sexdagars med Andrea Collinelli 2002/2003 Grenobles sexdagars med Marco Villa Nouméas sexdagars med Jean-Michel Tessier |